# Ueno-Tokio-Linie
| Ueno-Tokio-Linie                                   | Ueno-Tokio-Linie  |
| -------------------------------------------------- | ----------------- |
| Triebzug der Baureihe E231 zwischen Ueno und Tokio |                   |
|                                                    |                   |
| Streckenlänge:                                     | 3,8 km            |
| Spurweite:                                         | 1067 mm (Kapspur) |
| Stromsystem:                                       | 1500 V =          |
| Maximale Neigung:                                  | 35 ‰              |
| Zweigleisigkeit:                                   | ganze Strecke     |
|                                                    |                   |
| Gesellschaft:                                      | JR East           |

Die Ueno-Tokio-Linie (jap. 上野東京ライン, Ueno-Tōkyō Rain), früher auch Tōhoku-Verbindungslinie (jap. 東北縦貫線, Tōhoku-jūkan-sen) genannt, ist eine im Jahr 2015 eröffnete Eisenbahnstrecke in der japanischen Hauptstadt Tokio, die von der Bahngesellschaft JR East betrieben wird. Sie verbindet den Bahnhof Ueno mit dem Bahnhof Tokio und ermöglicht dadurch die Verknüpfung der Utsunomiya-Linie, der Jōban-Linie und der Takasaki-Linie im Norden der Metropolregion Tokio mit der Tōkaidō-Hauptlinie im Süden. Die Gesamtlänge beträgt 3,8 km, davon liegen 1,3 km auf dem Oberdeck eines zweigeschossigen Viadukts, über der Trasse der Schnellfahrstrecke Tōhoku-Shinkansen. Dadurch werden dringend benötigte Kapazitäten zwischen den beiden bedeutenden Verkehrsknoten geschaffen.

## Streckenbeschreibung

Streckendiagramm
orange: Ueno-Tokio-Linie
grau: Tōhoku-Shinkansen

Zwischen den Bahnhöfen Ueno und Tokio erstreckt sich ein stark befahrener Bahnkorridor, der zu einem beträchtlichen Teil auf einem Viadukt verläuft. Er umfasst (von West nach Ost gesehen) je ein Gleispaar für die Yamanote-Linie, die Keihin-Tōhoku-Linie, die Utsunomiya-Linie (eine Teilstrecke der Tōhoku-Hauptlinie) und die Schnellfahrstrecke Tōhoku-Shinkansen. Zwischen Kanda und Tokio kommt an der Westseite das Gleispaar der Chūō-Hauptlinie hinzu. Insgesamt ist der Korridor also acht bis zehn Gleise breit (siehe Grafik rechts). Damit die im Jahr 1991 eröffnete normalspurige Tōhoku-Shinkansen bei Kanda überhaupt durch eine Engstelle zwischen den angrenzenden Gebäuden hindurchpasst, musste die kapspurige Tōhoku-Hauptlinie sowohl nördlich als auch südlich von Kanda abgetrennt werden. Um den dadurch entstandenen Flaschenhals zu beseitigen, erhielt der bestehende Viadukt über zwei Jahrzehnte später in diesem Bereich ein zweites Geschoss, das die unterbrochenen Teile der Tōhoku-Hauptlinie zusammenführt.
Die 3,8 km lange Neubaustrecke befindet sich an der Ostseite des Bahnkorridors und beginnt am südlichen Ende des Bahnhofs Ueno. Auf den ersten 1,6 km bis kurz nach dem Bahnhof Akihabara wurden die ebenerdige Trasse vollständig saniert und neue Gleise verlegt. Vor der Überquerung des Flusses Kanda beginnt ein Steigungsabschnitt von 350 m Länge, wobei die Rampe an der steilsten Stelle eine Neigung von 35 ‰ aufweist. Zwischen der Yasukuni-Straße und der Einmündung der Chūō-Hauptlinie beginnt der zweigeschossige Abschnitt des Viadukts. Er ist 600 m lang und führt östlich am Bahnhof Kanda vorbei; in diesem Bereich verläuft die Shinkansen-Trasse auf dem unteren Geschoss. Unmittelbar darauf folgt eine Gefällstrecke, die ebenfalls 350 m lang und bis zu 35 ‰ steil ist. Unter der hier querenden Stadtautobahn Tokio geht sie in einen ebenerdigen Abschnitt über, der 900 m weit zum Bahnhof Tokio führt; auch hier wurde die Trasse saniert und mit neuen Gleisen versehen.

## Zugangebot
Die Züge der Utsunomiya-Linie, der Takasaki-Linie und der Jōban-Linie verkehren zunächst ohne Halt von Ueno nach Tokio und anschließend auf der Tōkaidō-Hauptlinie weiter in Richtung Shinagawa, Yokohama, Ōfuna, Odawara, Atami und Numazu sowie auf der Itō-Linie nach Itō. 2015 verkehrten in der morgendlichen Hauptverkehrszeit stündlich bis zu 15 Züge je Richtung auf der Ueno-Tokio-Linie, seit 2016 sind es pro Stunde bis zu 20 Züge. Alle Eilzüge der Jōban-Linie verkehren vom und zum Bahnhof Shinagawa, wo eine neue Wendeanlage errichtet wurde.

## Geschichte

### Ausgangslage

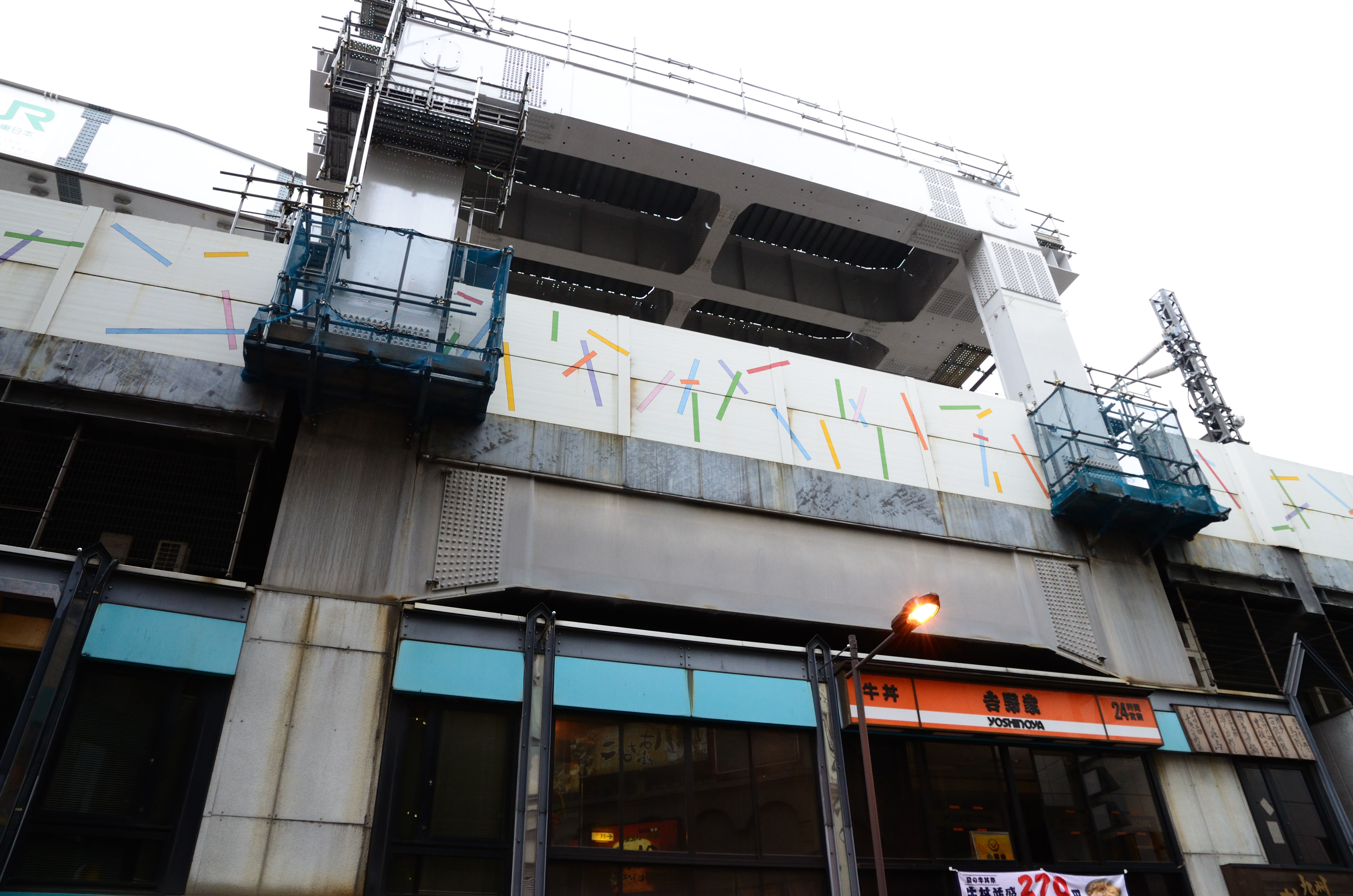
Bauarbeiten am Viadukt bei Kanda (August 2011)

Der 1883 eröffnete Bahnhof Ueno und der seit 1914 bestehende Bahnhof Tokio waren beide zunächst Kopfbahnhöfe. Ab 1919 war Tokio ein Durchgangsbahnhof, als die Chūō-Hauptlinie vom Bahnhof Kanda her dorthin verlängert wurde. Der Lückenschluss zwischen Ueno und Kanda erfolgte am 1. November 1925, wenn auch vorerst nur zweigleisig. Dies ermöglichte es, die Züge der Tōhoku-Hauptlinie bis Tokio und jene der Keihin-Tōhoku-Linie nach Ueno zu führen sowie auf der Yamanote-Linie den Ringbetrieb einzuführen. Aufgrund des stetig zunehmenden Nahverkehrs kam am 1. April 1928 zwischen Ueno und Tokio eine zweite Doppelspur hinzu und am 19. November 1956 eine dritte, sodass nun sechs Gleise zur Verfügung standen (südlich von Kanda deren acht). Dennoch blieb Ueno in etlichen Fällen weiterhin der Ausgangspunkt für den Fernverkehr auf der Tōhoku-Hauptlinie.
Ab 1. April 1973 fuhren von Norden her keine Fernzüge mehr bis zum Bahnhof Tokio, die wenigen verbliebenen Post-, Gepäck-, Rundreise- und Gruppenreisezüge stellten den Direktverkehr am 31. Januar 1983 ebenfalls ein. Mittelfristig sollten die beiden östlichsten Kapspurgleise zwischen Akihabara und Tokio entfernt werden, um sie durch die geplante Verlängerung der normalspurigen Schnellfahrstrecke Tōhoku-Shinkansen zu ersetzen. Im Bereich des Bahnhofs Kanda war es wegen beengter Platzverhältnisse nämlich nicht möglich, eine zusätzliche vierte Doppelspur für Shinkansen-Züge zu errichten. Das Projekt verzögerte sich um etliche Jahre und die Schnellfahrstrecke reichte 1985 erst bis nach Ueno, weshalb die beiden kaum noch befahrenen Kapspurgleise in der Zwischenzeit überwiegend zum Abstellen von Nahverkehrszügen genutzt wurden. Zwischen Akihabara und Tokio verstärkte man außerdem den bestehenden Viadukt, um ihn in Zukunft allenfalls zweigeschossig ausbauen zu können. Am 20. Juni 1991 reichte die Schnellfahrstrecke schließlich bis zum Tokioter Hauptbahnhof.

### Planung und Bau
Im Rahmen der Privatisierung der Japanischen Staatsbahn übernahm die neue Gesellschaft JR East am 1. April 1987 alle im Korridor Ueno–Tokio verlaufenden Linien. In den 1990er Jahren reifte bei Verkehrsplanern die Erkenntnis, dass zwischen den beiden Bahnhöfen eine zusätzliche Doppelspur erforderlich sei, um mit ihr vor allem den beschleunigten Pendlerverkehr über mittlere Distanzen effizienter zu machen. Konkret sollten die Tōhoku-Hauptlinie, die Takasaki-Linie und die Jōban-Linie, die von Norden her alle in Ueno endeten, in Tokio mit der nach Südwesten führenden Tōkaidō-Hauptlinie verknüpft werden. Dadurch sollte einerseits die Fahrzeit gesenkt und andererseits die Zahl der Umsteigevorgänge verringert werden, um die Überlastung des Korridors und der Bahnhöfe vor allem während der morgendlichen Hauptverkehrszeit markant zu verringern.

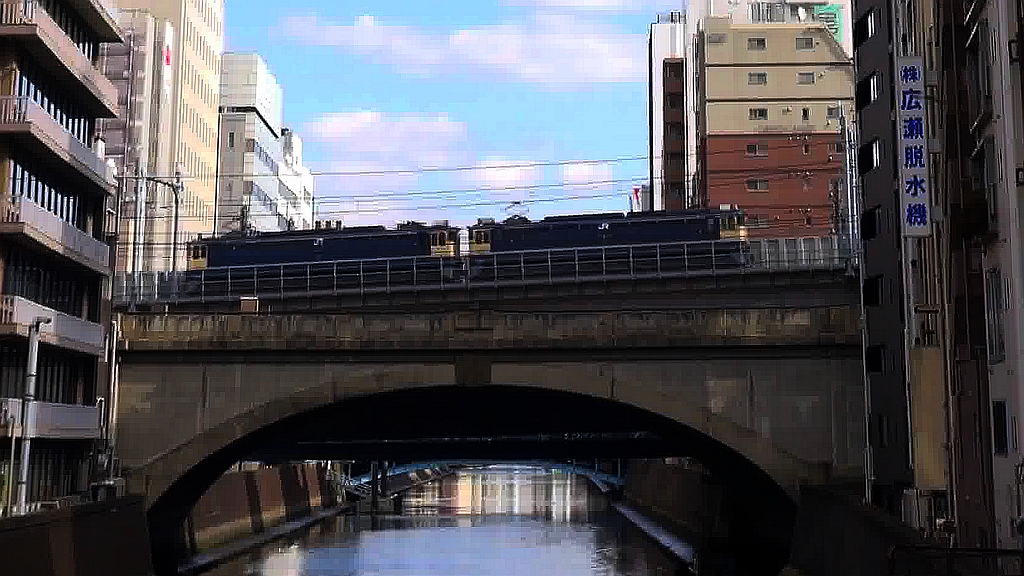
Testfahrt auf der Ueno-Tokio-Linie bei Akihabara (Februar 2015)

Zu diesem Zweck sollte der Flaschenhals beim Bahnhof Kanda durch die Aufstockung des Viadukts beseitigt werden, sodass die Mittelstreckenzüge ein Geschoss über den Shinkansen-Hochgeschwindigkeitszügen fahren würden. Eine 1993 veröffentlichte Studie ging davon aus, dass die Bauarbeiten 1997 beginnen könnten und zehn Jahre dauern würden. Dieser Zeitplan erwies sich letztlich als zu optimistisch. Nachdem der Rat für Verkehrspolitik im Jahr 2000 seine grundsätzliche Unterstützung für das Projekt signalisiert hatte, stellte JR East am 27. März 2002 das Bauvorhaben der Öffentlichkeit in detaillierter Form vor. Damals ging man davon aus, dass die Baukosten 30 Milliarden Yen betragen würden und die Strecke Ende 2009 in Betrieb nehmen zu können.
Am 26. März 2008 kündigte JR East an, dass die Bauarbeiten in Kürze beginnen würden und die Fertigstellung für das Fiskaljahr 2013 geplant sei. Daraufhin fand am 30. Mai der Spatenstich statt. Zusätzliche Maßnahmen beim Lärmschutz und bei der Erdbebensicherheit hatten inzwischen die Projektkosten auf 40 Milliarden Yen steigen lassen. Aufgrund der Auswirkungen des Tōhoku-Erdbebens 2011 und anderer Faktoren kam es zu weiteren Verzögerungen. Schließlich konnte die Ueno-Tokio-Linie mit dem Fahrplanwechsel vom 14. März 2015 in Betrieb genommen werden.